# Bernardo Cos
Bernardo Patricio Cos Luján (Córdoba, 31 marzo 1949) è un ex calciatore argentino, di ruolo attaccante.